# ديريك بيترسون
ديريك بيترسون (بالإنجليزية: Derrick Peterson)‏ هو منافس ألعاب قوى أمريكي، ولد في 28 نوفمبر 1977 في وايكروس في الولايات المتحدة.

## وصلات خارجية
- ديريك بيترسون على موقع الاتحاد الدولي لألعاب القوى (الإنجليزية)
- ديريك بيترسون على موقع أوليمبيديا (الإنجليزية)
- ديريك بيترسون على موقع اللجنة الأولمبية والبارالمبية الأمريكية (الإنجليزية)